# Philoponella ramirezi
Philoponella ramirezi là một loài nhện trong họ Uloboridae.
Loài này thuộc chi Philoponella. Philoponella ramirezi được Cristian J. Grismado miêu tả năm 2004.